# Dužice
Dužice es un pueblo ubicado en el municipio de Široki Brijeg, en el cantón de Herzegovina Occidental, Bosnia y Herzegovina.

## Superficie
Posee una superficie de 11,31 kilómetros cuadrados.

## Demografía
Hasta 2013 la población era de 615 habitantes, con una densidad de población de 54,4 habitantes por kilómetro cuadrado.